# Crypto (Londen)
Crypto is een Brits historisch merk van fietsen en motorfietsen.
De bedrijfsnaam was: The Crypto Cycle Co. Ltd., later Crypto Works, Co. Ltd., 47 Farringdon Road, London

## Fietsen
In 1892 maakte The Crypto Cycle Co. al fietsen met een versnellingsapparaat, maar dit zat in het voorwiel omdat men ondanks de uitvinding van de achterwielaangedreven veiligheidsfiets van John Kemp Starley nog steeds vasthield aan voorwielaangedreven fietsen. Door een soort planetair tandwielstelsel kon het 49 inch (125 cm) grote voorwiel zo geschakeld worden alsof de diameter tot 62 inch (157 cm) toenam. Deze versnelling was een doorontwikkeling van de door William Thomas Shaw en William Sydenham uitgevonden "Crypto Dynamic two-speed gear" uit 1882. Zelfs in 1896 leverde Crypto nog een voorwielaangedreven fiets, de "Alpha Bantam".
In februari 1888 brachten de Crypto Works een driewielige fiets op de markt.

## Motorfietsen
In 1902 ging men motorfietsen produceren. Men leverde verschillende modellen, waaronder tricars, met inbouwmotoren van Peugeot en MMC. Sommige modellen hadden al twee versnellingen. In 1904 kwam er een licht model met een verstevigd fietsframe met een 2½pk-Peugeot-motor en een 3½pk-MMC. Bij deze modellen zat het motorblok voor de bracket (trapperas) en ze hadden de gebruikelijke riemaandrijving, rechtstreeks van de krukas naar het achterwiel. In 1905 verwierf Crypto de productierechten voor de motoren van Paul Kelecom en van 1906 tot 1908 leverde het eencilinders en V-twins, maar ook een 5pk-viercilinder. In 1909 werd de productie beëindigd.